# Faecalicatena
Faecalicatena es un género de bacterias grampositivas de la familia Lachnospiraceae. Fue descrito en el año 2017. Su etimología hace referencia a forma de cadena aislada de heces. Es anaerobia obligada, inmóvil y puede ser o no formadora de esporas. Se ha aislado tanto de heces humanas como de animales, y del suelo.